# OpenNap
OpenNAP é um servidor de serviços P2P que foi descontinuado. O OpenNAP utiliza uma versão livre do protocolo do Napster com funcionalidades estendidas. É disponibilizado sob a licença GNU General Public License, e roda em sistemas operacionais como Linux, Mac OS X, e também em sistemas baseados em Windows.

## Versão atual
Última versão disponível: 0.44

## Clientes OpenNAP
- Lopster (GPL, para sistemas operacionais Unix-like, GTK+)
- XNap (GPL para sistemas operacionais Unix-like, Java)
- Teknap
- Napster para BeOS versão 1.06 e acima.
- SunshineUN para Windows (Win32) (requer o software Napigator para procurar por servidores)
- WinMX utilizando um plugin.
- giFT utilizando o plugin gift-openNAP